# Thomas Rupprath
Thomas Rupprath (n. 16 martie 1977, Neuss, Germania) este un înotător ce a reprezentat Germania, medaliat olimpic. A participat la 3 ediții ale Jocurilor Olimpice (2000, 2004, 2008) în care a câștigat o medalie de argint și o medalie de bronz.